# دائرة أولاد ميمون
دائرة أولاد ميمون إحدى دوائر ولاية تلمسان عاصمتها أولاد ميمون. وتضم كل من بلديات:
- بلدية أولاد ميمون
- بلدية الواد الأخضر
- بلدية بني صميل